# 民俗音楽
民俗音楽（みんぞくおんがく、英 folk music、独 Volksmusik、仏 musique folklorique）は、職業音楽家が存在する階層化社会において、民衆のあいだで口頭伝承されてきた音楽を指す言葉である。

## 概要

### 民俗音楽に含まれるもの
民謡、民族楽器演奏、民俗舞踊などが含まれる。「民謡」という語の意味に近いが、楽器による音楽や舞踊を確実に含めるには「民俗音楽」という語を使う必要がある。

### 民俗音楽に含まれないもの
「民俗音楽」は基層社会の音楽であるため、上層の「芸術音楽」との対比は始めから内在している。

### 民族音楽との関係
「民族音楽」は、ある民族の音楽文化全体を指す言葉であり、「民族音楽」から「芸術音楽」を取り去るとおおむね「民俗音楽」が残る。

## ポピュラー音楽との関係
クラシックとポピュラーを対比させ、ポピュラー音楽に民俗音楽を含める場合がある。
ポピュラー音楽を民俗音楽と対比させる場合、「ポピュラー音楽」には「都市と大衆とマス・メディアに結びついた音楽」を含め、民俗音楽には主として口頭伝承の音楽を含めることになる。
この分け方だと、その民族の音楽文化全体を「民族音楽」とし、それを「芸術音楽」と「ポピュラー音楽（大衆音楽、通俗音楽）」と「民俗音楽（口頭伝承の音楽）」に分けることになる。北米ではこの分け方でも足りず、民俗音楽の中にさらに小規模部族のもつ「部族音楽」と言う言葉を用いる必要がある。
逆に職業音楽家や階層社会が存在しない文化においては「民俗音楽」と言う語の使用は不適当であり、例えばアフリカやオセアニアにはこの語は使わず、一つの民族のもつ音楽という意味で，民族音楽の方が使われる。
したがって、どの民族や文化も、民族音楽はもつが、民俗音楽をもつとは限らない。